# Henry Jackson
Henry Moore Jackson, né en 1848 à la Grenade et mort le 29 août 1908 à Londres, est un gouverneur colonial britannique.

## Biographie
Fils de l'évêque anglican des Îles Sous-le-Vent, il naît dans la colonie britannique de Grenade mais est scolarisé en Angleterre. Soldat dans l'Artillerie royale de 1870 à 1885, il en sort avec le grade de capitaine. Dans le même temps, il commence en 1880 un carrière dans l'administration coloniale, et est fait commandant de la police en Sierra Leone. Commissaire de police aux îles Turques-et-Caïques de 1885 à 1890, il est ensuite secrétaire colonial des Bahamas de 1890 à 1893 et de Gibraltar de 1894 à 1901, où il est fait chevalier commandeur de l'ordre de Saint-Michel et Saint-Georges en 1899.
Après avoir été quelques mois gouverneur des Îles Sous-le-Vent en 1901, il est nommé gouverneur des Fidji, où il s'avère populaire en maintenant la relation que ses prédécesseurs ont tissée avec les chefs autochtones. De 1904 à 1907 il est le gouverneur de Trinité-et-Tobago. Il est fait chevalier grand-croix de l'ordre de Saint-Michel et Saint-Georges peu avant sa mort en 1908, l'âge d'environ 60 ans.